# Passenger (chanteur)
Pour les articles homonymes, voir Passenger.
Michael « Mike » David Rosenberg né le 17 mai 1984 à Brighton (Sussex de l'Est), plus connu sous son nom de scène Passenger, est un auteur-compositeur-interprète folk britannique. Son surnom provient du groupe folk-rock dont il est le fondateur, principal chanteur et compositeur. Le groupe a sorti un seul album. Lorsque les membres du groupe décident de se séparer en 2009, Mike Rosenberg choisit de garder le nom du groupe comme nom de scène pour sa carrière solo. Il est principalement connu pour sa chanson Let Her Go (2012).
Mike Rosenberg est notamment reconnu pour les apparitions (busking) qu'il fait régulièrement dans les rues. Il arrive que quelques centaines de personnes assistent à ces présentations publiques. C'est d'ailleurs de cette manière qu'il commença sa carrière.

## Biographie
Rosenberg est né à Brighton et Hove, dans le Sussex de l'Est, d'une mère anglaise, Jane, et d'un père américain, Gerard Rosenberg, originaire de Vineland, New Jersey. La famille de Gerard est d’origine juive. Jane et Gerard appartiennent à la communauté quaker. Rosenberg apprit la guitare classique à huit ans, et à partir de 14 ans, il a commencé à écrire des chansons. Il ne s'est pas appliqué à l'école à Brighton, passant son temps à la musique. Rosenberg vit toujours à Brighton et est supporter de l'Arsenal FC.
Par ailleurs, il fume régulièrement des cigarettes depuis l'âge de 15 ans. Dans ses chansons, il exprime très souvent ses regrets vis-à-vis de cette attitude.

## Carrière musicale

### 2003 - 2009:Passenger
Mike Rosenberg a commencé sa carrière à l'âge de 16 ans. Il a fondé Passenger avec Andrew Phillips en 2003. Le groupe composé de cinq membres sort son unique album, Wicked Man's Rest, en 2007. Les 11 chansons de l'album sont co-composées par Andrew Phillips, Mike Rosenberg and Gypsy Girl. Le groupe se sépare en 2009.

### 2009: Carrière solo etWide Eyes Blind Love
Après la séparation de Passenger qu'il a fondé, Mike Rosenberg garde le nom de scène Passenger et commence une carrière solo. En octobre 2009, en Australie, il fait les premières parties de Lior and Sydneysider, Elena Stone et Brian Campeau, il joue ensuite au One Movement, un grand festival à Perth. Il gagne une grande notoriété en Australie et remplit des salles de 500 personnes. Son premier album solo, Wide Eyes Blind Love, sort en 2009.

### 2010:Flight of the Crow
Son second album, Flight of the Crow, est enregistré en Australie, en collaboration avec des artistes australiens indépendants tels que Lior, Kate Miller-Heidke, Boy & Bear, Josh Pyke ou encore Katie Noonan. Il sort une édition spéciale de Divers and Submarine.

### 2012-13:All the Little Lights
Pour son troisième album, All the little lights, enregistré chez Sydney's Linear Recording, Mike Rosenberg est rejoint par plusieurs artistes comme le batteur de Boy & Bear, le bassiste Cameron Undy et le pianiste Stu Hunter de Katie Noonan & The Captains. Pendant l'été et l'automne 2012, Passenger est en première partie de Jools Holland et Ed Sheeran. Il rejoint ensuite le trio de John Butler et Josh Pyke pour une tournée commune en Grande-Bretagne. Il fait aussi la première partie des tournées en Amérique du Nord et à Paris d'Ed Sheeran en 2012. All The Little Lights sort à l'été 2012 en Amérique du Nord sous le label de Nettwerk Records. Il fait la première partie d'Ed Sheeran pour son concert (le 4e à guichets fermés) en Irlande en janvier 2013, et ceux en Australie et en Nouvelle-Zélande au début 2013. Il suit Ed Sheeran pour les concerts de Brighton.

### 2014-2015:Whispers et Whispers II

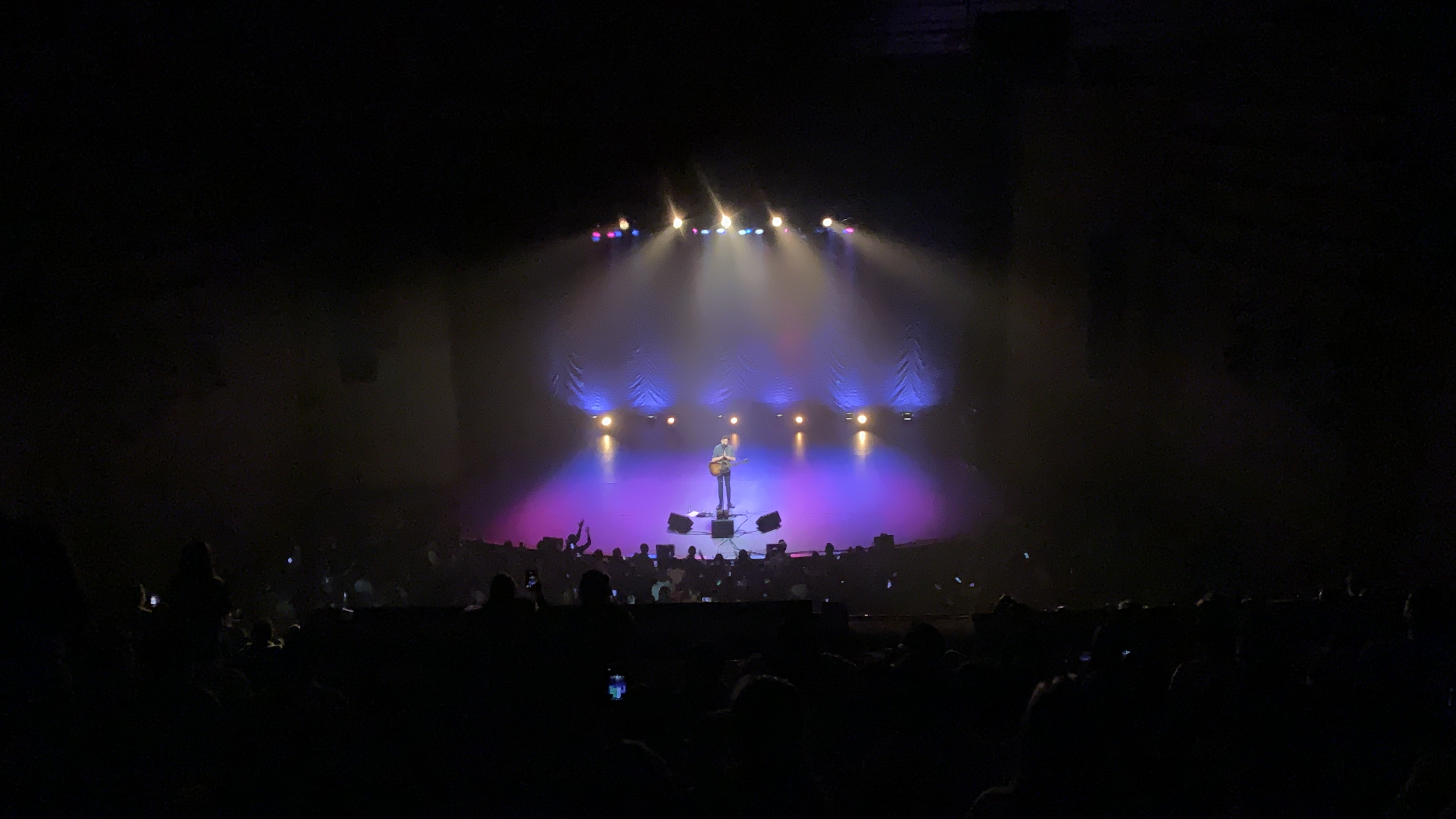
Passenger chante à Bogota, en Colombie

Le 24 mars 2014, Passenger dévoile "Whispers", le titre de son nouvel album, dans le cadre du concert de charité du Teenage Cancer Trust au Royal Albert Hall de Londres où il se produit également aux côtés d'Ed Sheeran. Le 26 mars, Passenger annonce les détails de son cinquième album studio. Il sort Whispers le 9 juin 2014. En parlant à Digital Spy de l'album, il déclare : "C'est facilement l'album le plus "up" que j'ai jamais fait, il est assez cinématographique. Il y a beaucoup de grandes histoires et de grandes idées. Il y a aussi des moments sombres sur la solitude et la mort, mais bon, ce ne serait pas un album de Passenger sans ça". Il sort "Hearts on Fire" comme single principal de l'album le 14 avril 2014.
Passenger enregistre Whispers II en même temps qu'il enregistre Whispers, le publiant comme une extension du premier. Il publie Whispers II le 20 avril 2015. Tous les bénéfices de l'album sont reversés à l'initiative de l'UNICEF UK pour aider les enfants du Libéria.

### 2016–2017:Young as the Morning, Old as the SeaetThe Boy Who Cried Wolf
Le 16 juin 2016, le clip de "Somebody's Love" est mis en ligne sur sa chaîne YouTube, annonçant ainsi son prochain album, intitulé Young as the Morning, Old as the Sea. Un deuxième titre de l'album, "Anywhere", sort le 19 août 2016. L'album "Young as the Morning, Old as the Sea" est publié le 23 septembre 2016, et devient le premier album de Passenger à être numéro un au Royaume-Uni.
Le 25 juillet 2017, à la fin de sa tournée Young as the Morning, Old as the Sea, Rosenberg annonce via la page Facebook Passenger que le concert du dimanche 23 juillet serait probablement "mon / notre dernier concert avant un moment". Le lendemain, il annonce que son prochain album, The Boy Who Cried Wolf, sortira deux jours plus tard, le 28 juillet 2017. L'album surprise est annoncé avec un streaming en direct de l'album interprété dans son intégralité, diffusé simultanément depuis le studio de Passenger sur YouTube et Facebook. L'album se retrouve en cinquième position dans les charts officiels du Royaume-Uni.

### 2018:Runaway
Le 18 mai 2018, Passenger sort la chanson "Hell or High Water", enregistrée dans différents parcs nationaux de l'Utah, du Nevada, de l'Arizona et de la Californie. Dans les jours qui suivent, il annonce également une tournée européenne à l'automne  et révèle à ses fans sur les réseaux sociaux la couverture du nouvel album.
Le 25 mai 2018, il annonce officiellement son dixième album studio Runaway et sort une version acoustique live de "Hell or High Water" enregistrée à Venice Beach. Passenger décrit l'opus comme un album concept, car "il a réalisé que de nombreuses chansons avaient un fort sentiment "d'Americana"". Prévoyant également que les chansons fonctionneront bien accompagnées de visuels américains et se lance, avec ses collaborateurs de longue date Jarrad Seng, Stu Larsen et Chris Vallejo, dans un voyage de trois semaines à travers les États-Unis pour filmer des vidéos pour chaque titre. En outre, ils enregistrent des vidéos acoustiques pour chaque titre, filmées dans différents endroits. Rosenberg sort une chanson toutes les trois semaines, en partageant les vidéos officielles et acoustiques, ainsi que des images du making-off. L'album complet Runaway sort le 31 août 2018.

### 2019:Sometimes It's Something, Sometimes It's Nothing at All
Le 18 mars 2019, Passenger publie la chanson "Restless Wind" sur YouTube. Deux autres chansons, "Helplessly Lost" et "Paper Cut, Chinese Burn", sortent un mois plus tard, ainsi qu'une reprise de "Landslide" de Fleetwood Mac.
Le 2 mai 2019, Passenger annonce et sort un nouvel album, intitulé "Sometimes It's Something, Sometimes It's Nothing at All". Contrairement aux albums plus récents de Passenger, le disque est entièrement arrangé pour le chant, la guitare acoustique et un quatuor à cordes. Tous les bénéfices des ventes seront reversés à Shelter, une association caritative britannique pour les sans-abri.

### 2020: World Tour
Fin janvier Passenger annonce une tournée mondiale en Europe, Amérique du nord, Australie et Nouvelle Zélande s'étendant jusqu'en 2021. Le 20 mars, Passenger annonce et sort son nouveau single "The Way That I Love You" accompagné d'une vidéo.

### Singles
- The Last Unicorn (2009)
- I See Love (2009)
- Divers And Submarines (2010)
- Crows In Snow (2010)
- The Wrong Direction (2012)
- Keep On Walking (2012)
- Let Her Go (2012)
- Holes (2013)
- Heart's On Fire (2014)
- Scare Away The Dark (2014)
- 27 (2014)

## Albums

### Wide Eyes Blind Love(album, sorti en 2009)
- The Last Unicorn
- What Will Become Of Us
- I See Love
- Rainbows
- Caravan
- Wide Eyes
- Underwater Bride
- Starlings
- Blind Love
- Snowflakes

### Divers & Submarines(album, sorti en juin 2010)
- Community Centre
- Fairytales & Firesides
- Divers & Submarines
- Facebook
- House On A Hill
- Two Tales
- Intacto
- Brick Walls
- Crows In Snow

### Flight Of The Crow (album) (sorti en septembre 2010)
- Month Of Sundays
- What You're Thinking
- Shape Of Love
- The One You Love
- Golden Thread
- Rivers
- Travelling Song
- The Girl Running
- Diamonds
- Bloodstains
- Flight Of The Crow

### All The Little Lights (album) (sorti en novembre 2012)
- The Wrong Direction (2012)
- Let Her Go (2012) - disque de Platine en Australie (5 fois), Belgique, Grande-Bretagne, Nouvelle-Zélande (2 fois), Suède (4 fois) et Suisse [réf. nécessaire]
- Holes (2013)
- Life's For The Living
- Circles
- All The Little Lights
- I Hate
- Starting At The Stars
- Keep On Walking
- Patient Love
- Things That Stop You Dreaming
- Feather On The Clyde

#### All The Little Lights (album acoustique)
- Let Her Go
- Staring At The Stars
- All The Little Lights
- Circles
- Keep On Walking
- Patient Love
- Life's For The Living
- Feather On The Clyde

### Whispers(album, sorti en juin 2014)

#### Album studio
- Coins In A Fountain
- 27
- Heart's On Fire
- Bullets
- Golden Leaves
- Thunder
- Rolling Stone
- Start A Fire
- Whispers
- Riding To New York
- Scare Away The Dark

#### Album acoustique
- Heart's On Fire (acoustic)
- Coins In A Fountain (acoustic)
- Riding To New York (acoustic)
- Start A FIre (acoustic)
- Golden Leaves (acoustic)
- Rolling Stone (acoustic)
- Whispers (acoustic)

### Whispers II(album, sorti en avril 2015)

#### Album studio
- Fear of Fear
- Catch in the Dark
- A thousand Matches
- I'll Be Your Man
- Travelling Alone
- David
- Words
- The Way That I Need You
- Strangers
- Nothing's Changed

#### Album acoustique
- Two Hands (Acoustic)
- Stolen Toys (Acoustic)
- The Way It Goes (Acoustic)
- Settled (Acoustic)
- Timber and Coal (Acoustic)
- Darkest Days (Acoustic)

### Young as the Morning Old as the Sea(album, sorti en septembre 2016)

#### Album studio
- Everything
- If You Go
- When We Were Young
- Anywhere
- Somebody's Love
- Young as the Morning Old as the Sea
- Beautiful Birds (featuring Birdy)
- The Long Road
- Fool's Gold
- Home

#### Album acoustique
- 'Young as the Morning Old as the Sea' (Acoustic)
- Fool's Gold (Acoustic)
- Beautiful Birds (Acoustic)
- Everything (Acoustic)
- The Long Road (Acoustic)
- When We Were Young (Acoustic)